# 88th Street
88th Street, conosciuta anche con il nome di 88th Street-Boyd Avenue, è una fermata della metropolitana di New York, situata sulla linea IND Fulton Street. Nel 2015 è stata utilizzata da 1 011 163 passeggeri.
È servita dalla linea A Eighth Avenue Express, sempre attiva.